# 巩留县良种繁育场
巩留县良种繁育场，是中华人民共和国新疆维吾尔自治区伊犁哈萨克自治州巩留县下辖的一个乡镇级行政单位。

## 行政区划
巩留县良种繁育场下辖以下地区：
实验队、良种队、牧业队、农二队和农三队。